# 普莱代利亚克
普莱代利亚克（法語：Plédéliac，法語發音：[pledeljak]）是法国阿摩尔滨海省的一个市镇，位于该省东部，属于迪南区。

## 地理
普莱代利亚克（48°26'57"N, 2°23'16"W）面积51.75 平方千米，位于法国布列塔尼大區阿摩尔滨海省，该省份为法国西北部沿海省份，位于布列塔尼半岛北部，北濒大西洋英吉利海峡，西接菲尼斯泰尔省，南至莫尔比昂省，东临伊勒-维莱讷省。
与普莱代利亚克接壤的市镇（或旧市镇、城区）包括：瑞贡莱拉克、朗代比亚、普莱唐、普莱旺、阿尔格农河畔普洛雷克、坎特尼克、圣德努阿勒、圣里厄尔、朗巴勒阿摩尔。

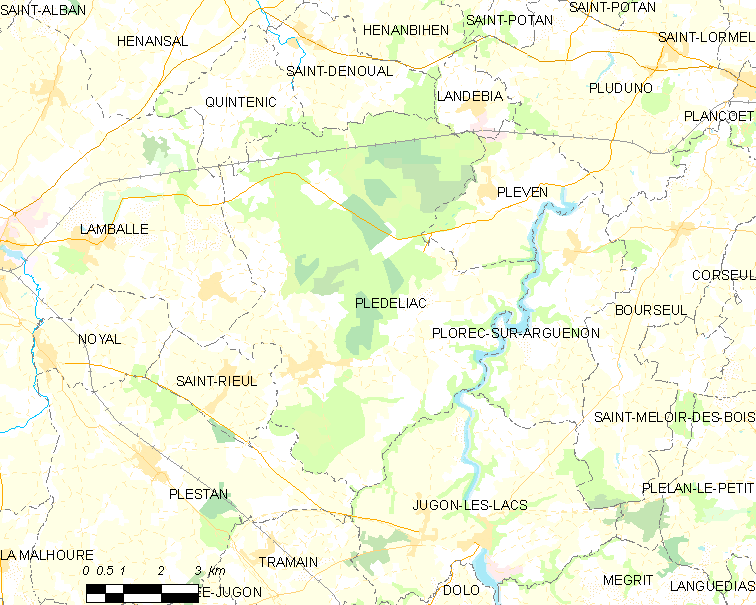
普莱代利亚克的OSM定位图

普莱代利亚克的时区为UTC+01:00、UTC+02:00（夏令时）。

## 行政
普莱代利亚克的邮政编码为22270，INSEE市镇编码为22175。

## 政治
普莱代利亚克所属的省级选区为普莱内瑞贡县。

## 人口

1962-2008年间普莱代利亚克人口变化图示

普莱代利亚克于2022年1月1日时的人口数量为1602人。